# Cerro Alcamari (berg i Bolivia)
Cerro Alcamari är ett berg i Bolivia.   Det ligger i departementet Chuquisaca, i den centrala delen av landet, 110 km söder om huvudstaden Sucre. Toppen på Cerro Alcamari är 4 021 meter över havet, eller 162 meter över den omgivande terrängen. Bredden vid basen är 2,4 km. Cerro Alcamari ingår i Cerro Toro Huañusca.
Terrängen runt Cerro Alcamari är huvudsakligen kuperad. Runt Cerro Alcamari är det glesbefolkat, med 8 invånare per kvadratkilometer..
Omgivningarna runt Cerro Alcamari är i huvudsak ett öppet busklandskap.